# Grábove

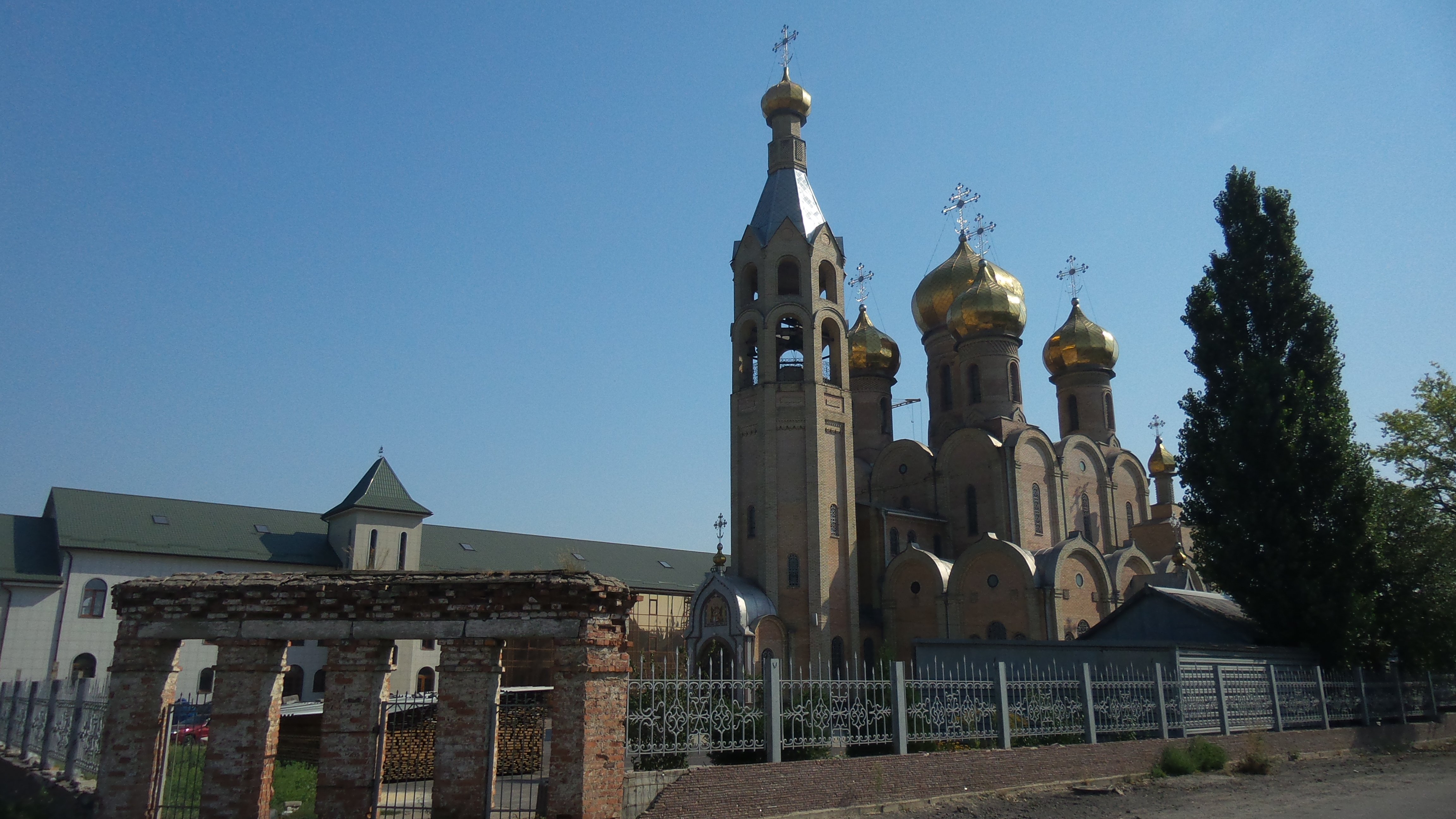
Iglesia de Grábove

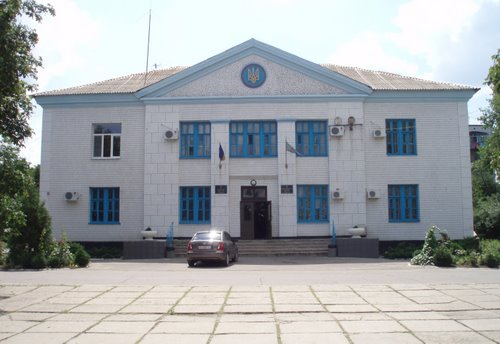
Ayuntamiento

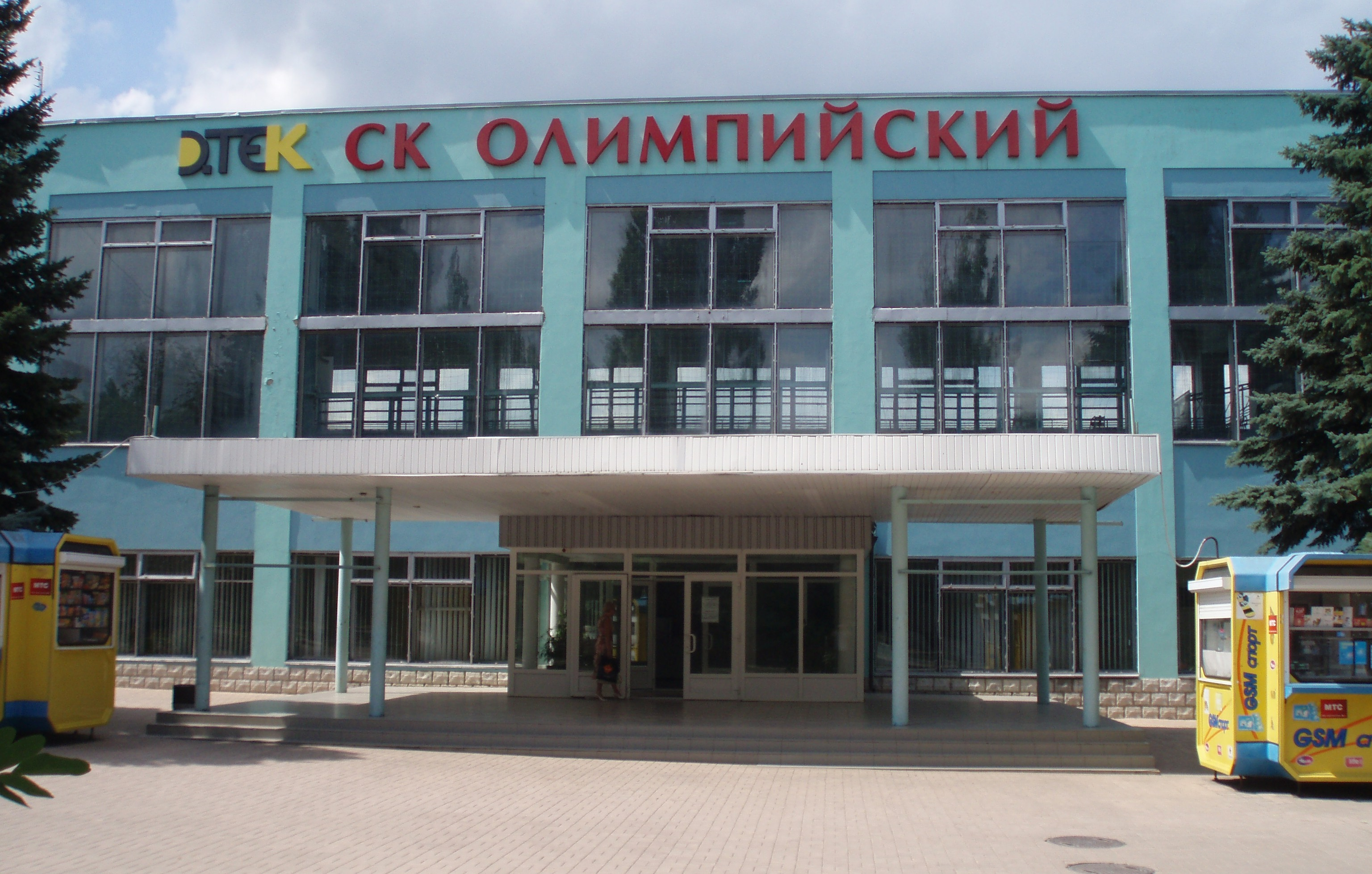
Centro Deportivo

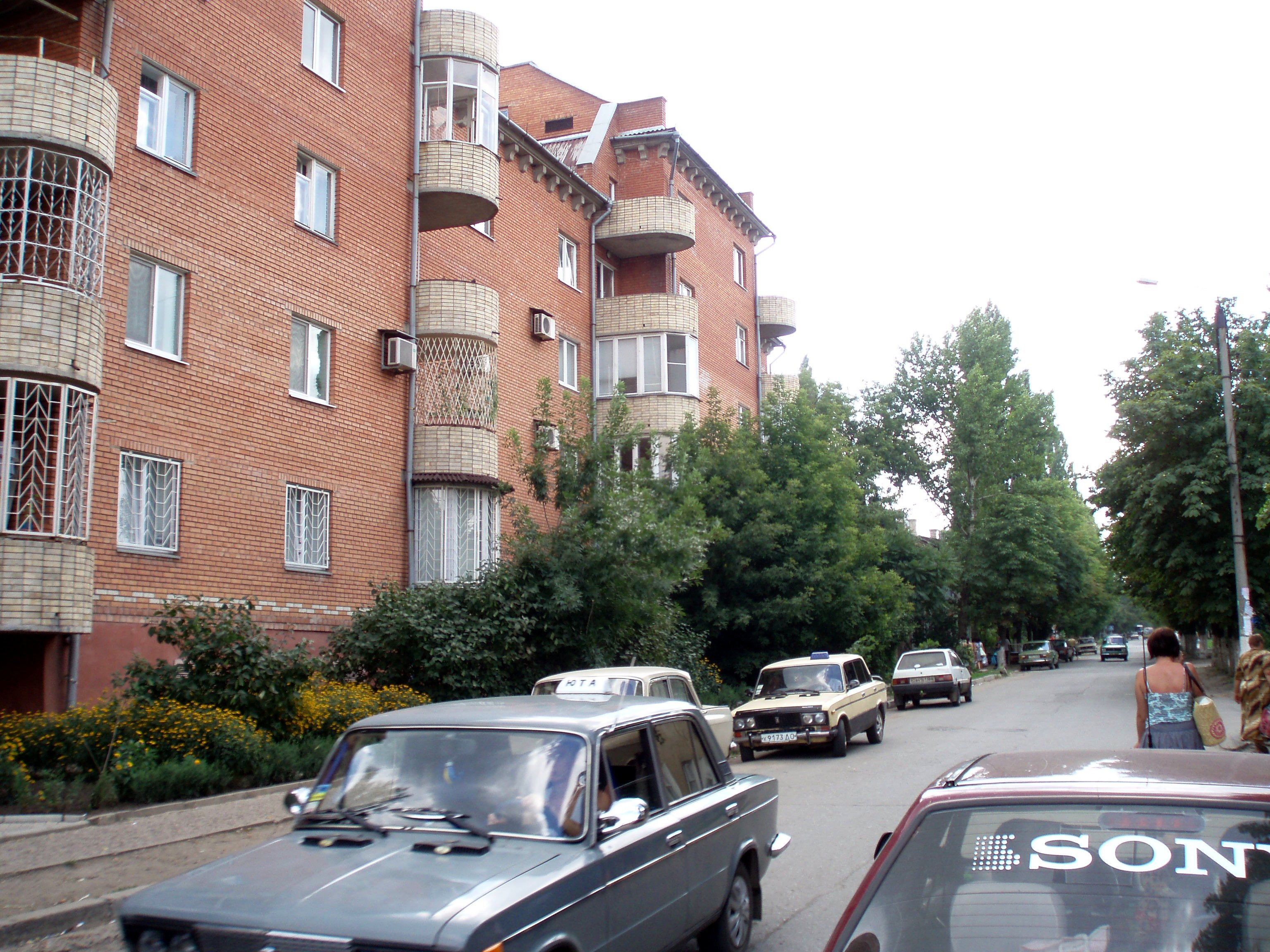
Calle Lermontov en Grábove

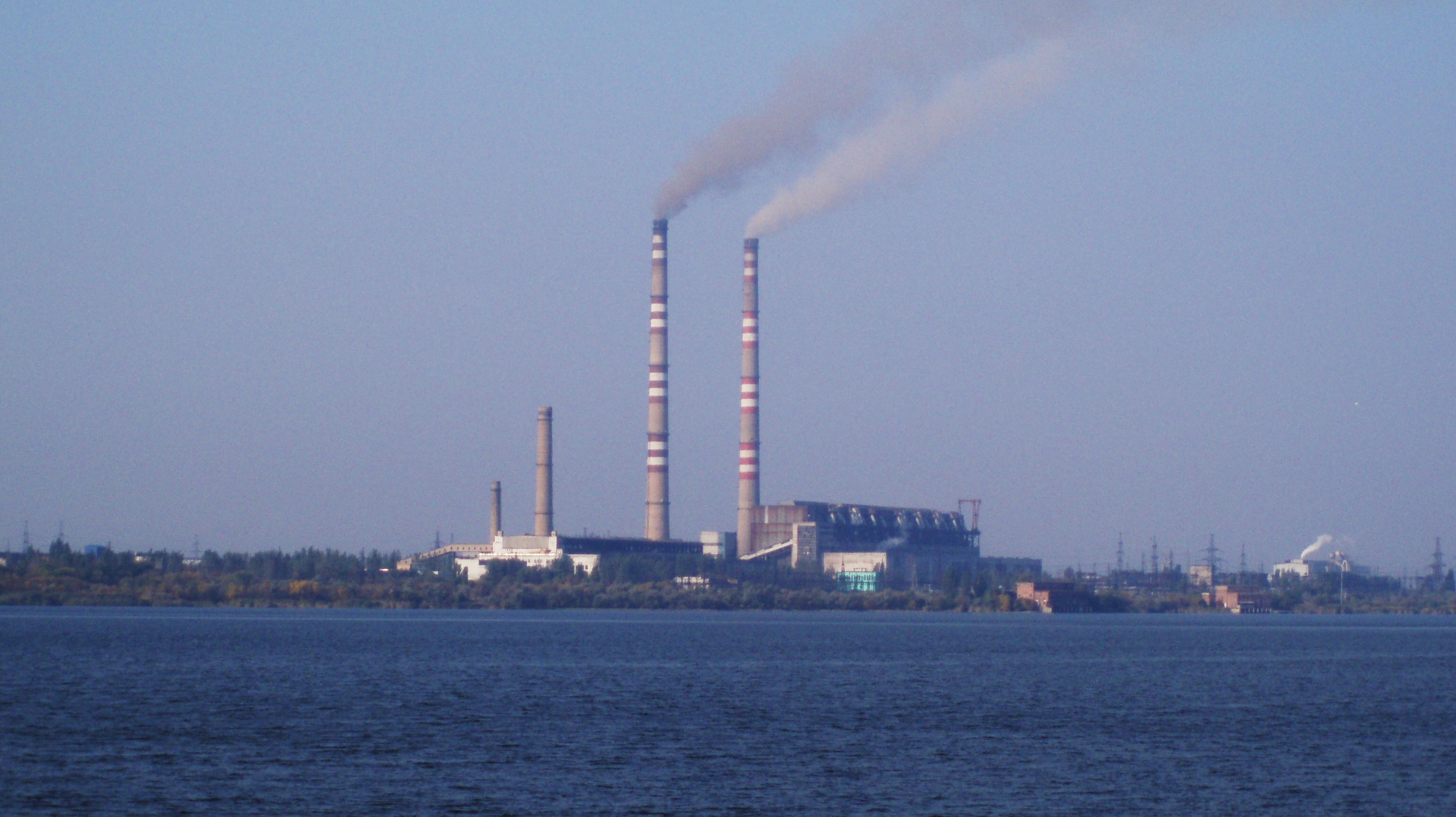
Planta de energía de Grábove

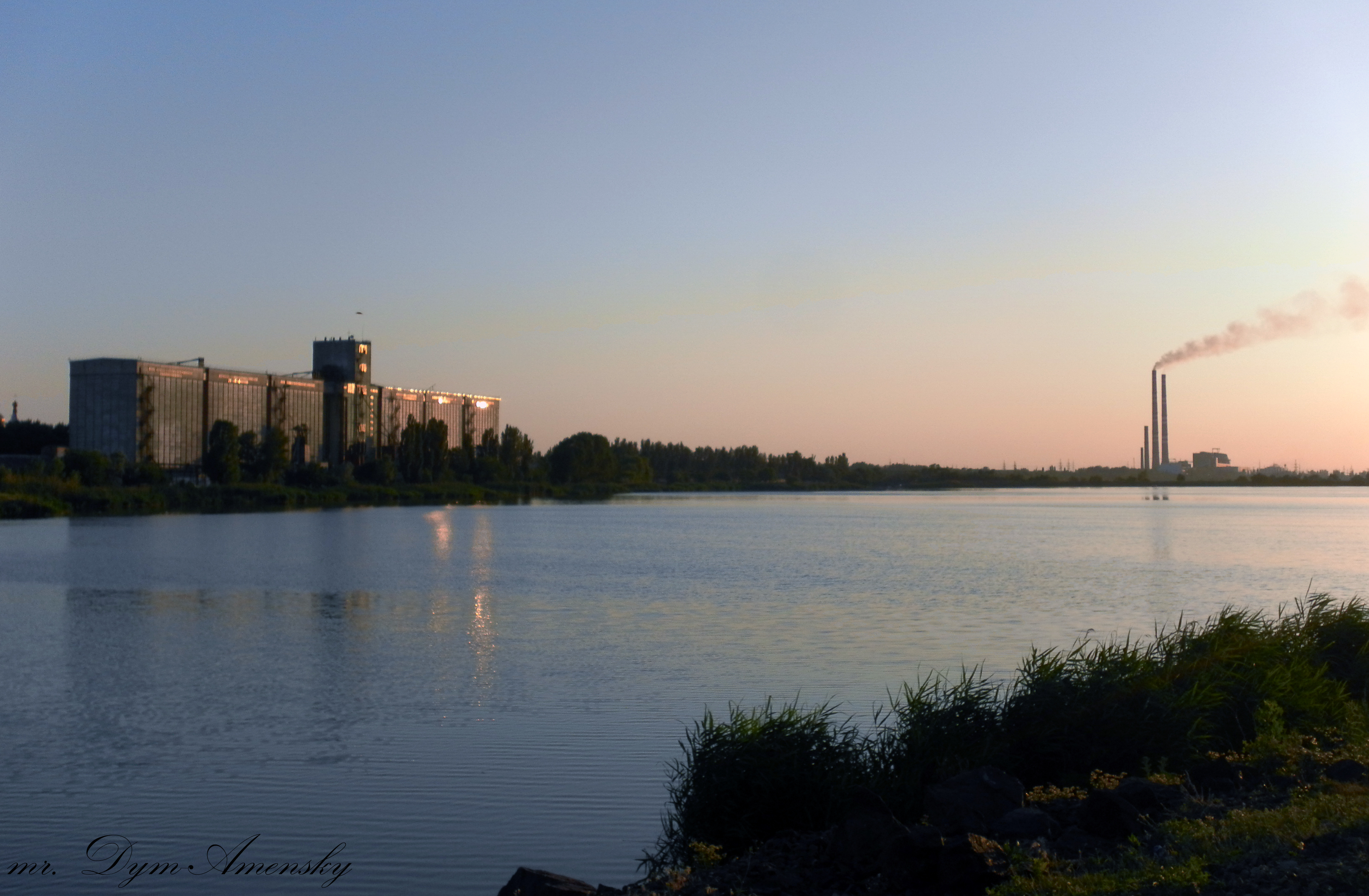
Reserva de Grábove

Grábove (en ucraniano: Грабове) es una localidad del raión de Jórlivka, antes del raión de Shajtarsk, óblast de Donetsk, en Ucrania. Hacia 2020 tenía 18.782 habitantes.
Se localiza entre el límite del óblast de Donetsk y el óblast de Lugansk a unos 40 kilómetros de la frontera con Rusia. 
En esta localidad ocurrió el derribo del vuelo 17 de Malaysia Airlines el 17 de julio de 2014, donde fallecieron 298 personas, de las cuales 80 eran niños y 218 mayores de edad , (incluyendo los 15 miembros de la tripulación) La caída del avión provocó que los restos se desparramasen sobre los alrededores de la localidad dejando como saldo casas dañadas y habitantes heridos.

## Historia
La población fue fundada a finales del siglo XV en la margen izquierda del Río Mius; fue reubicada en su sitio actual en 1787.
En 1803 se construyó una iglesia de piedra, la Iglesia de la Santísima Trinidad, cuya forma básica se conserva hasta nuestros días, aunque fue reconstruida sustancialmente en 1903.
Después de la caída del Imperio ruso, Grábove pasó a formar parte de la República Popular de Ucrania. En febrero de 1918, quedó bajo el control de la Makhnovshchina, dirigida por el revolucionario anarquista Néstor Makhno. Después de la guerra entre Ucrania y la Unión Soviética, Grábove pasó a formar parte de la República Socialista Soviética de Ucrania.
Durante la Segunda Guerra Mundial, la zona fue ocupada por la Alemania nazi al concluir la Operación Barbarroja. Volvió a estar bajo control soviético tras la ofensiva estratégica del Donbás de agosto de 1943.
Tras el estallido de la guerra en el Donbás en 2014, quedó bajo el control de la República Popular de Donetsk, que se había separado de la Unión Soviética y contaba con el apoyo de Rusia. En 2022, Rusia lanzó una invasión de Ucrania y se anexionó unilateralmente las provincias de Donetsk, Jersón, Lugansk y Zaporizhia. En la legislación ucraniana, Grábove y las demás regiones anexadas siguen formando parte de los " territorios temporalmente ocupados de Ucrania ".